# Command and General Staff College
Le United States Army Command and General Staff College (CGSC) à Fort Leavenworth au Kansas est une école de formation pour les officiers de l'United States Army (l'armée de terre américaine), les officiers de services frères et des officiers étrangers. À l'origine, il fut créé en 1881 par William Tecumseh Sherman comme School of Application for Infantry and Cavalry (école d'application pour les officiers de l'infanterie et de la cavalerie). En 1907, elle changea de nom pour s'appeler School of the Line (école de la Ligne). L'enseignement s'étendit tirant expérience des différents conflits impliquant l'armée américaine : Première Guerre et Seconde Guerre mondiale, guerre de Corée, guerre du Vietnam jusqu'au conflits actuels.
En plus du campus principal de Fort Leavenworth, le collège a des campus satellite à Fort Belvoir (Virginie), Fort Lee, (Virginie); Fort Gordon (Georgie) et Redstone Arsenal (Alabama). 

## Militaires formés au C&GSC
- Général de corps d'armée Philippe Arnold, ancien commandant du 3e corps d'armée (1933-2011).
- Antonio Domingo Bussi (général argentin, condamné en 2008 pour crimes contre l'humanité).
- Susilo Bambang Yudhoyono (général puis président de l'Indonésie).
- Martin Dempsey (18e chef d'état-major des armées des États-Unis).
- Hicham Jaber (général libanais et ancien commandant militaire de Beyrouth).
- Paul Kagame (président du Rwanda).

## Source
- (en) Cet article est partiellement ou en totalité issu de l’article de Wikipédia en anglais intitulé « United States Army Command and General Staff College » (voir la liste des auteurs).